# Saint-Avertin

Saint-Avertin este o comună în departamentul Indre-et-Loire, Franța. În 1 ianuarie 2022 avea o populație de 15.075 de locuitori.